# 2010年の宝塚歌劇公演一覧
本項目では、2010年の宝塚歌劇公演一覧（2010ねんのたからづかかげきこうえんいちらん）について示す。

## 宝塚大劇場公演

### 星組
- 1月1日（金） - 2月1日（月）
  - 『ハプスブルクの宝剣 -魂に宿る光-』（植田景子　脚本・演出）
  - 『BOLERO -ある愛-』（草野旦　作・演出）

外部リンク
- 宝塚歌劇団・公演案内

### 雪組
- 2月5日（金） - 3月8日（月）
  - 『ソルフェリーノの夜明け -アンリー・デュナンの生涯-』（植田紳爾　作・演出）
  - 『Carnevale(カルネヴァーレ)睡夢(すいむ) -水面に浮かぶ風景-』（稲葉太地　作・演出）

外部リンク
- 宝塚歌劇団・公演案内

### 花組
- 3月12日（金） - 4月12日（月）
  - 『虞美人 -新たなる伝説-』（木村信司　作・演出）

外部リンク
- 宝塚歌劇団・公演案内

### 月組
- 4月16日（金） - 5月17日（月）
  - 『THE SCARLET PIMPERNEL（スカーレット ピンパーネル）』（小池修一郎　潤色・演出）

外部リンク
- 宝塚歌劇団・公演案内

### 宙組
- 5月21日（金） - 6月21日（月）
  - 『TRAFALGAR(トラファルガー) -ネルソン、その愛と奇跡-』（齋藤吉正　作・演出）
  - 『ファンキー・サンシャイン』（石田昌也　作・演出）

外部リンク
- 宝塚歌劇団・公演案内

### 雪組
- 6月25日（金） - 7月26日（月）
  - 『ロジェ』（正塚晴彦　作・演出）
  - 『ロック・オン!』（三木章雄　作・演出）

外部リンク
- 宝塚歌劇団・公演案内

### 花組
- 7月30日（金） - 8月30日（月）
  - 『麗しのサブリナ』（中村暁　脚本・演出）
  - 『EXCITER!!』（藤井大介　作・演出）

外部リンク
- 宝塚歌劇団・公演案内

### 月組
- 9月3日（金） - 10月4日（月）
  - 『ジプシー男爵 -Der Zigeuner Baron-<ヨハン・シュトラウス2世 喜歌劇「ジプシー男爵」より>』（谷正純　脚本・演出）
  - 『Rhapsodic Moon（ラプソディック・ムーン）』（中村一徳　作・演出）

外部リンク
- 宝塚歌劇団・公演案内

### 星組
- 10月8日（金） - 11月8日（月）
  - 『宝塚花の踊り絵巻 -秋の踊り-』（酒井澄夫　作・演出）
  - 『愛と青春の旅だち』（石田昌也　脚本・演出）

外部リンク
- 宝塚歌劇団・公演案内

### 宙組
- 11月12日（金） - 12月13日（月）
  - 『誰がために鐘は鳴る』（アーネスト・ヘミングウェイ　原作、柴田侑宏　脚本、木村信司　演出）

外部リンク
- 宝塚歌劇団・公演案内

## 東京宝塚劇場公演

### 宙組
- 1月3日(日) - 2月7日(日)
  - 『カサブランカ』（小池修一郎　脚本・演出）

外部リンク
- 宝塚歌劇団・公演案内

### 星組
- 2月12日(金) - 3月21日(日)
  - 『ハプスブルクの宝剣 -魂に宿る光-』（植田景子　脚本・演出）
  - 『BOLERO -ある愛-』（草野旦　作・演出）

外部リンク
- 宝塚歌劇団・公演案内

### 雪組
- 3月26日(金) - 4月25日(日)
  - 『ソルフェリーノの夜明け -アンリー・デュナンの生涯-』（植田紳爾　作・演出）
  - 『Carnevale(カルネヴァーレ)睡夢(すいむ) -水面に浮かぶ風景-』（稲葉太地　作・演出）

外部リンク
- 宝塚歌劇団・公演案内

### 花組
- 4月30日(金) - 5月30日(日)
  - 『虞美人 -新たなる伝説-』（木村信司　作・演出）

外部リンク
- 宝塚歌劇団・公演案内

### 月組
- 6月4日(金) - 7月4日(日)
  - 『THE SCARLET PIMPERNEL（スカーレット ピンパーネル）』（小池修一郎　潤色・演出）

外部リンク
- 宝塚歌劇団・公演案内

### 宙組
- 7月9日(金) - 8月8日(日)
  - 『TRAFALGAR(トラファルガー) -ネルソン、その愛と奇跡-』（齋藤吉正　作・演出）
  - 『ファンキー・サンシャイン』（石田昌也　作・演出）

外部リンク
- 宝塚歌劇団・公演案内

### 雪組
- 8月13日(金) - 9月12日(日)
  - 『ロジェ』（正塚晴彦　作・演出）
  - 『ロック・オン!』（三木章雄　作・演出）

外部リンク
- 宝塚歌劇団・公演案内

### 花組
- 9月17日(金) - 10月17日(日)
  - 『麗しのサブリナ』（中村暁　脚本・演出）
  - 『EXCITER!!』（藤井大介　作・演出）

外部リンク
- 宝塚歌劇団・公演案内

### 月組
- 10月22日(金) - 11月21日(日)
  - 『ジプシー男爵 -Der Zigeuner Baron-<ヨハン・シュトラウス2世 喜歌劇「ジプシー男爵」より>』（谷正純　脚本・演出）
  - 『Rhapsodic Moon （ラプソディック・ムーン）』（中村一徳　作・演出）

外部リンク
- 宝塚歌劇団・公演案内

### 星組
- 11月26日(金) - 12月26日(日)
  - 『宝塚花の踊り絵巻 -秋の踊り-』（酒井澄夫　作・演出）
  - 『愛と青春の旅だち』（石田昌也　脚本・演出）

外部リンク
- 宝塚歌劇団・公演案内

## 宝塚バウホール公演

### 花組
- 1月7日(木) - 1月18日(月)
  - 『BUND/NEON 上海 -深緋（こきあけ）の嘆きの河（コキュートス）-』（生田大和　作・演出）

外部リンク
- 宝塚歌劇団・公演案内

### 月組
- 2月4日(木) - 2月14日(日)
  - 『HAMLET!!』（ウィリアム・シェイクスピア　原作、藤井大介　作・演出）

外部リンク
- 宝塚歌劇団・公演案内

### 宙組
- 3月18日(木) - 3月29日(月）
  - 『Je Chante（ジュ シャント） -終わりなき喝采-』（原田諒　作・演出）

外部リンク
- 宝塚歌劇団・公演案内

### 星組
- 5月7日(金) - 5月18日(火
  - 『リラの壁の囚人たち』（小原弘稔　作、中村一徳　演出）

- 8月12日(木) - 8月23日(月)
  - 『摩天楼狂詩曲（ニューヨークラプソディー） -君に歌う愛-』（鈴木圭　作・演出）

外部リンク
- 宝塚歌劇団・公演案内　リラの壁の囚人たち
- 宝塚歌劇団・公演案内　摩天楼狂詩曲

### 宙組
- 9月2日(木) - 9月10日(金)
  - 蘭寿とむコンサート『"R"ising!!』（藤井大介　構成・演出）

外部リンク
- 宝塚歌劇団・公演案内

### 雪組
- 10月28日(木) - 11月7日(日)
  - ミュージカル『オネーギンEvgeny Onegin -あるダンディの肖像-』（植田景子　脚本・演出）

外部リンク
- 宝塚歌劇団・公演案内

### 花組
- 11月18日(木) - 11月28日(日)
  - 『CODE HERO/コード・ヒーロー』（谷正純　作・演出）

外部リンク
- 宝塚歌劇団・公演案内

## その他の日本公演

### 花組
- 1月15日(金) 1月22日(金)　東京・日本青年館
  - 『相棒』（輿水泰弘　原案、、石田昌也　脚本・演出）

外部リンク
- 宝塚歌劇団・公演案内

### 月組
- 2月1日(月) - 2月24日(水)　中日劇場
  - 『紫子（ゆかりこ）-とりかえばや異聞-』（柴田侑宏　脚本）
  - 『Heat on Beat!（ヒート オン ビート）』（三木章雄　作・演出）

- 2月19日(金) - 2月25日(木)　日本青年館
  - 『HAMLET!!』（ウィリアム・シェイクスピア　原作、藤井大介　作・演出）

外部リンク
- 宝塚歌劇団・公演案内　中日劇場公演
- 宝塚歌劇団・公演案内　日本青年館公演

### 宙組
- 3月9日(火) - 3月21日(日)　大阪・シアター・ドラマシティ
  - 『シャングリラ -水之城-』（小柳奈穂子　作・演出）

- 3月26日(金) - 4月2日(金)　日本青年館
  - 『シャングリラ -水之城-』（小柳奈穂子　作・演出）

外部リンク
- 宝塚歌劇団・公演案内　シアター・ドラマシティ公演
- 宝塚歌劇団・公演案内　日本青年館公演

### 星組
- 4月24日(土) - 5月23日(日)　全国ツアー
  - 『激情-ホセとカルメン-』（柴田侑宏　脚本、謝珠栄　演出・振付）
  - 『BOLERO -ある愛-』（草野旦　作・演出）

外部リンク
- 宝塚歌劇団・公演案内

#### 公演場所
- 4月24日（土）・25日（日）　市川市文化会館（千葉県）
- 4月26日（月）　大宮ソニックシティ（埼玉県さいたま市）
- 4月28日（水）・29日（木）　静岡市民文化会館（静岡県）
- 5月1日（土）　宗像ユリックス（福岡県宗像市）
- 5月3日（月）・4日（火）・5日（水）　福岡市民会館（福岡県）
- 5月7日（金）・8日（土）・9日（日）　神奈川県民ホール（神奈川県横浜市）
- 5月11日（火）　オーバード･ホール（富山県富山市）
- 5月13日（木）　羽島市文化センタースカイホール（岐阜県羽島市）
- 5月15日（土）・16日（日）　愛知県芸術劇場大ホール（愛知県名古屋市）
- 5月18日（火）　広島市文化交流会館【旧・広島厚生年金会館】（広島県）
- 5月20日（木）　松山市民会館（愛媛県）
- 5月22日（土）・23日（日）　梅田芸術劇場・メインホール（大阪府）

### 星組
- 5月24日(月) - 5月31日(月）　日本青年館
  - 『リラの壁の囚人たち』（小原弘稔　作、中村一徳　演出）

- 7月10日(土) - 7月26日(月)　梅田芸術劇場・メインホール
  - 『ロミオとジュリエット』（ウィリアム・シェイクスピア　原作、小池修一郎　潤色・演出）

- 8月2日(月)～8月24日(火)　博多座
  - 『ロミオとジュリエット』（ウィリアム・シェイクスピア　原作、小池修一郎　潤色・演出）

外部リンク
- 宝塚歌劇団・公演案内　日本青年館公演『リラの壁の囚人たち』
- 宝塚歌劇団・公演案内　梅田芸術劇場公演『ロミオとジュリエット』
- 宝塚歌劇団・公演案内　博多座公演『ロミオとジュリエット』

### 宙組
- 9月4日(土) - 9月26日(日)　全国ツアー
  - 『銀ちゃんの恋 <つかこうへい・作「蒲田行進曲」より>』（石田昌也　潤色・演出）

外部リンク
- 宝塚歌劇団・公演案内

#### 公演場所
- 9月4日（土）・5日（日）　梅田芸術劇場・メインホール（大阪府）
- 9月7日（火）　伊勢崎市文化会館（群馬県）
- 9月8日（水）　川口総合文化センター（埼玉県川口市）
- 9月9日（木）　武蔵野市民文化会館（東京都）
- 9月11日（土）・12日（日）　中京大学文化市民会館（オーロラホール）（愛知県名古屋市）
- 9月14日（火）　北上・さくらホール（岩手県北上市）
- 9月16日（木）・17日（金）　ニトリ文化ホール（旧・北海道厚生年金会館）（北海道札幌市）
- 9月19日（日）・20日（月）　イズミティ21（宮城県仙台市）
- 9月22日（水）・23日（木）　秋田市文化会館（秋田県）
- 9月25日（土）・26日（日）　グリーンホール相模大野（神奈川県相模原市）

### 宙組
- 9月15日(水) - 9月17日(金)　昭和女子大学人見記念講堂
  - 蘭寿とむコンサート『"R"ising!!』（藤井大介　構成・演出）

外部リンク
- 宝塚歌劇団・公演案内

### 雪組
- 10月13日(水) - 10月25日(月)　大阪・シアタードラマシティ
  - 『はじめて愛した』（正塚晴彦　作・演出）

- 10月15日(金) - 10月21日(木)　日本青年館
  - 『オネーギンEvgeny Onegin -あるダンディの肖像-』（植田景子　脚本・演出）

- 10月31日(日) - 11月7日(日)　日本青年館
  - 『はじめて愛した』（正塚晴彦　作・演出）

外部リンク
- 宝塚歌劇団・公演案内　シアター・ドラマシティ公演『はじめて愛した』
- 宝塚歌劇団・公演案内　日本青年館公演『オネーギンEvgeny Onegin』
- 宝塚歌劇団・公演案内　日本青年館公演『はじめて愛した』

### 花組
- 11月13日(土) - 12月12日(日)　全国ツアー
  - 『メランコリック・ジゴロ -あぶない相続人-』（正塚晴彦　作・演出））
  - 『ラブ・シンフォニー』（中村一徳　作・演出）

外部リンク
- 宝塚歌劇団・公演案内

#### 公演場所
- 11月13日（土）・14日（日）　梅田芸術劇場・メインホール（大阪府）
- 11月16日（火）　ホクト文化ホール(長野県県民文化会館)（長野県）
- 11月17日（水）　まつもと市民・芸術館（長野県）
- 11月19日（金）・20日（土）・21日（日）　神奈川県民ホール（神奈川県）
- 11月23日（火）　さいたま市文化センター（埼玉県）
- 11月25日（木）  新潟県民会館（新潟県）
- 11月27日（土）　広島市文化交流会館（広島県）
- 11月28日（日）　石央文化ホール（島根県）
- 11月30日（火）  倉敷市民会館（岡山県）
- 12月1日（水）　アルファあなぶきホール(香川県県民ホール)（香川県）
- 12月3日（金）　北九州ソレイユホール(旧・九州厚生年金会館)（福岡県）
- 12月4日（土）・5日（日）　福岡市民会館（福岡県）
- 12月7日（火）　アルカスSASEBO（長崎県）
- 12月8日（水）　長崎ブリックホール（長崎県）
- 12月11日（土）・12日（日）　沖縄コンベンションセンター（沖縄県）

### 花組
- 12月3日(金) - 12月9日(木)　日本青年館
  - 『CODE HERO/コード・ヒーロー』（谷正純　作・演出）

外部リンク
- 宝塚歌劇団・公演案内

### 月組
- 12月23日(木) - 2011年1月6日(木)　大阪・シアタードラマシティ
  - 『STUDIO 54（スタジオ フィフティフォー）』（齋藤吉正　作・演出）

外部リンク
- 宝塚歌劇団・公演案内